# Protapanteles flavotorquatus
Protapanteles flavotorquatus är en stekelart som först beskrevs av Granger 1949.  Protapanteles flavotorquatus ingår i släktet Protapanteles och familjen bracksteklar. Inga underarter finns listade i Catalogue of Life.